# Wopy (Dywity)
Wopy (deutsch Woppen) ist ein Ort in der polnischen Woiwodschaft Ermland-Masuren. Er gehört zur Gmina Dywity (Landgemeinde Diwitten) im Powiat Olsztyński (Kreis Allenstein).

## Geographische Lage
Wopy liegt im Westen der Woiwodschaft Ermland-Masuren, zehn Kilometer nordwestlich der Kreis- und Woiwodschaftshauptstadt Olsztyn (deutsch Allenstein).

## Geschichte
Der Ort Woppen, bestehend ursprünglich aus zwei kleinen Höfen, wurde 1401 gegründet: am 19. April jenes Jahres wurde an Rytwin die Handfeste verliehen. Im Jahre 1785 zählte das köllmische Dorf – im Hauptamt Allenstein, Kreis Heilsberg gelegen – vier Feuerstellen, und bei der Volkszählung am 3. Dezember 1861 ergaben sich für Woppen drei Wohngebäude bei 23 Einwohnern.
Zwischen 1874 und 1945 war Woppen in den Amtsbezirk Braunswalde (polnisch Brąswałd) im ostpreußischen Kreis Allenstein eingegliedert.
In Woppen waren im Jahre 1913 insgesamt 28 Einwohner gemeldet. Ihre Zahl belief sich 1933 auf 25 und 1939 auf 28.
Im Jahre 1945 wurde das gesamte südliche Ostpreußen in Kriegsfolge an Polen überführt. Woppen erhielt die polnische Namensform „Wopy“ und ist heute eine Ortschaft innerhalb der Landgemeinde Dywity (Diwitten) im Powiat Olsztyński (Kreis Allenstein), von 1975 bis 1998 der Woiwodschaft Olsztyn, seither der Woiwodschaft Ermland-Masuren zugehörig.

## Kirche
Bis 1945 war Woppen in die evangelische Kirche Allenstein in der Kirchenprovinz Ostpreußen der Kirche der Altpreußischen Union, außerdem in die römisch-katholische Kirche Braunswalde im Bistum Ermland eingepfarrt.
Die gleiche kirchliche Beziehung gilt auch heute noch für Wopy: evangelischerseits zu der – jetzt mit einem Namen versehenen – Christus-Erlöser-Kirche in Olsztyn, jetzt allerdings zur Diözese Masuren der Evangelisch-Augsburgischen Kirche in Polen zugehörig, und außerdem katholischerseits zur Kirche in Brąswałd, die nun zum Erzbistum Ermland gehört.

## Verkehr
Wopy liegt an einem Landweg, der von Spręcowo (Spiegelberg) an der polnischen Landesstraße 51 (einstige deutsche Reichsstraße 134) nach Barkweda (Bergfriede) führt. Die nächste Bahnstation – allerdings seit 2019 ohne regulären Zugverkehr – ist Bukwałd (Groß Buchwalde) an der Bahnstrecke Olsztyn Gutkowo (Göttkendorf) nach Braniewo (Braunsberg).